# Politolana dasyprion
Politolana dasyprion är en kräftdjursart som beskrevs av Bruce1991. Politolana dasyprion ingår i släktet Politolana och familjen Cirolanidae. Inga underarter finns listade i Catalogue of Life.